# Angel (bài hát của Sarah McLachlan)
"Angel" là một bài hát của ca sĩ-nhạc sĩ người Canada, Sarah McLachlan. Bài hát xuất hiện lần đầu tiên trong album Surfacing của ca sĩ năm 1997. Ban nhạc Ireland Westlife cover bài hát và phát hành trong album World of Our Own của họ năm 2001.

## Bảng xếp hạng

### Bảng xếp hạng hàng tuần
| Bảng xếp hạng (1998–2015)                  | Vị trí cao nhất |
| ------------------------------------------ | --------------- |
| Australia (ARIA)                           | 55              |
| Áo (Ö3 Austria Top 40)                     | 17              |
| Canada Top Singles (RPM)                   | 7               |
| Canada Adult Contemporary (RPM)            | 3               |
| Pháp (SNEP)                                | 77              |
| Đức (GfK)                                  | 57              |
| Ireland (IRMA)                             | 7               |
| Ireland Dance (IRMA)                       | 1               |
| Luxembourg Digital Songs (Billboard)       | 9               |
| Hà Lan (Single Top 100)                    | 31              |
| New Zealand (Recorded Music NZ)            | 36              |
| Na Uy (VG-lista)                           | 9               |
| Scotland (OCC)                             | 33              |
| Thụy Sĩ (Schweizer Hitparade)              | 17              |
| Anh Quốc (OCC)                             | 36              |
| Anh Quốc Dance (OCC)                       | 5               |
| Anh Quốc Indie (OCC)                       | 7               |
| Hoa Kỳ Billboard Hot 100                   | 4               |
| Hoa Kỳ Adult Alternative Songs (Billboard) | 8               |
| Hoa Kỳ Adult Contemporary (Billboard)      | 1               |
| Hoa Kỳ Adult Pop Airplay (Billboard)       | 1               |
| Hoa Kỳ Pop Airplay (Billboard)             | 4               |
| US Top 40 Tracks (Billboard)               | 1               |

### Bảng xếp hạng cuối năm
| Bảng xếp hạng (1999)                  | Vị trí |
| ------------------------------------- | ------ |
| Canada Top Singles (RPM)              | 48     |
| Canada Adult Contemporary (RPM)       | 11     |
| US Billboard Hot 100                  | 18     |
| US Adult Contemporary (Billboard)     | 1      |
| US Adult Top 40 (Billboard)           | 6      |
| US Hot Soundtrack Singles (Billboard) | 3      |
| US Top 40 Tracks (Billboard)          | 14     |

### Chứng nhận và doanh số
| Quốc gia                                                                                              | Chứng nhận | Số đơn vị/doanh số chứng nhận |
| --- | ---------- | ----------------------------- |
| Anh Quốc (BPI)                                                                                        | Bạc        | 200.000‡                      |
| Hoa Kỳ (RIAA)                                                                                         | Vàng       | 500.000^                      |
| ^ Chứng nhận dựa theo doanh số nhập hàng. ‡ Chứng nhận dựa theo doanh số tiêu thụ và phát trực tuyến. |            |                               |